# Cataract Peak
Cataract Peak är en bergstopp i Kanada.   Den ligger i provinsen Alberta, i den centrala delen av landet, 3 000 km väster om huvudstaden Ottawa. Toppen på Cataract Peak är 2 969 meter över havet. Cataract Peak ingår i The Three Brothers.
Terrängen runt Cataract Peak är kuperad åt nordväst, men åt sydost är den bergig. Trakten runt Cataract Peak är nära nog obefolkad, med mindre än två invånare per kvadratkilometer.. Det finns inga samhällen i närheten. 
Trakten runt Cataract Peak består i huvudsak av gräsmarker.